# Baie Blanche (îles Kerguelen)
Pour les articles homonymes, voir Baie Blanche.
La baie Blanche est une baie du nord-ouest de la Grande Terre, principale île de l'archipel des Kerguelen des Terres australes et antarctiques françaises dans l'océan Indien.

## Géographie

### Caractéristiques
Orientée principalement dans un axe sud-nord, la baie Blanche sépare la péninsule Loranchet (à l'ouest) de l'île Saint-Lanne Gramont (à l'est). La baie possède un bras annexe et quatre anses ou ports, que sont du nord au sud :
- Baie Caillé
- Anse du Phoque
- Baie du Centre, le bras principal
- Port Matha
- Anse Feuillade

Prolongement naturel de la baie Laissez-Porter au sud, elle ouvre sur le golfe Choiseul et l'océan Indien. Large d'environ 2.5 à 3,5 km en moyenne, elle est longue d'environ 16 km pour une superficie totale d'environ 78,3 km en incluant les baies et anses annexes. Au sud, la baie accueille les îlots Bas, proche de l'île Saint-Lanne Gramont.
Il existe deux mouillages, l'un au fond de Port Matha et l'autre dans la baie Caillé.

### Toponymie
Le nom de la baie est historiquement donné James Cook lors de son voyage aux Kerguelen en 1776 qui la reporte sur sa carte de 1785 sous le nom anglais de White Bay en raison de l'écume sur les affleurements rocheux. Il est traduit en français.
La baie a également porté le nom de « rade de Boisguehenneuc » [sic] (pour honorer l'enseigne de vaisseau Charles du Boisguehenneuc) sur la carte de la Marine de 1774.